# 鉄道敷設法別表第140号
鉄道敷設法別表第140号は、1922年（大正11年）4月11日に公布・施行された「鉄道敷設法」（大正11年法律第37号）別表に定められていた条文の一つ。

## 原文
- 日高国高江附近ヨリ十勝国帯広ニ至ル鉄道

## 現在の地名・地区名での表記
- 北海道新冠郡新冠町高江地区付近（日高支庁管内）より北海道帯広市帯広地区（十勝支庁管内）に至る鉄道

## 開業区間
- 全区間未開業

## 未開業区間
- 新冠 - 帯広間

## その他
- 1980年に、この路線に並行して北海道道111号静内中札内線の建設が決定し、1984年から建設が開始されたが工事の難航や費用面での問題により2003年から計画が凍結されている。